# Coopération-réciprocité-pardon
Pour les articles homonymes, voir CRP.

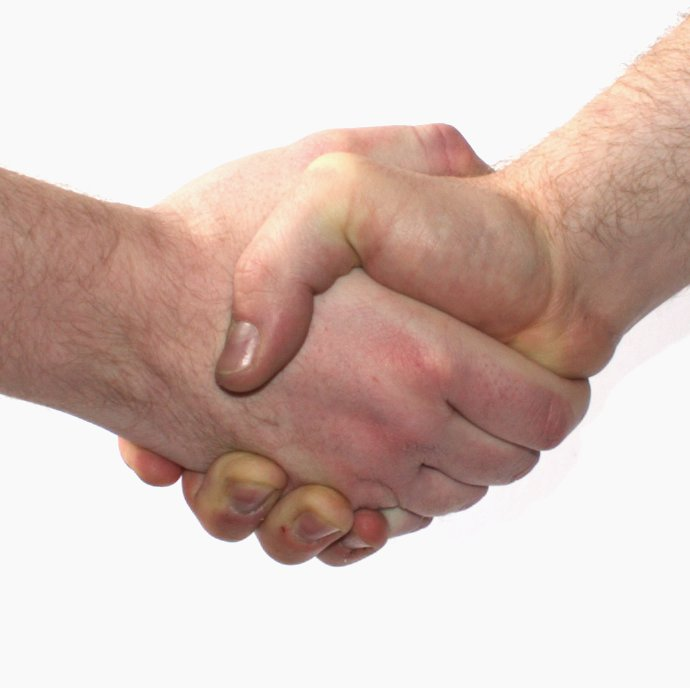
Dans les cultures commerciales occidentales, une poignée de main lors d'une rencontre est un signe de coopération initiale.

La stratégie coopération-réciprocité-pardon, plus connue sous le sigle CRP (souvent nommée Tit-for-Tat (TFT) en anglais), a d’abord été formalisée par le biomathématicien, psychologue et philosophe Anatol Rapoport. Il s’agissait, au moment de sa découverte, de la stratégie la plus efficace en théorie des jeux.

## Description
En 1974, Anatol Rapoport grâce à des études théoriques et empiriques (en partie avec A.M. Chammah), confirmées par deux tournois gagnés en 1979, déduit l'idée que la manière la plus « efficace » de se comporter vis-à-vis d'autrui est de se comporter avec l'attitude suivante :
1. Coopération : dans un premier temps, lorsqu'un individu ou un groupe rencontre un autre individu ou groupe, il a intérêt à lui proposer une alliance.
2. Réciprocité : donner à l'autre en fonction de ce que l'on en reçoit. Si l'autre aide, on l'aide en retour ; s’il agresse, il faut répondre en l'agressant à son tour, de la même manière et avec la même intensité.
3. Pardon : dans le cas d’une agression, pardonner et offrir de nouveau la coopération, notamment afin d’éviter un cycle sans fin si les 2 réciproquent.

## Application
En 1979, Robert Axelrod, professeur de sciences politiques, organise un tournoi entre logiciels autonomes capables de se comporter comme des êtres vivants. Une seule contrainte : chaque programme devait être équipé d'un sous programme de communication lui permettant de discuter et d'interagir avec ses voisins.
Robert Axelrod reçoit 14 disquettes de programmes envoyés par des collègues universitaires également intéressés par ce tournoi.
Chaque programme énonce des lois différentes de comportement (pour les plus simplistes, deux lignes de code de conduite, pour les plus complexes, une centaine), le but étant d'accumuler le maximum de points.
Certains programmes ont pour règle d'exploiter au plus vite leurs voisins, de s'emparer par la force ou la ruse de leurs points, puis de changer rapidement de partenaires pour poursuivre cette accumulation de points.
D'autres essayent de se débrouiller seuls, gardant précieusement leurs points et fuyant tout contact avec ceux susceptibles de les voler. Des règles stipulent : « Si l'autre est hostile, l'avertir qu'il doit modifier son comportement puis procéder à une punition. » Ou encore : « Coopérer puis obtenir des défections-surprise provoquées par un système aléatoire. »
Chaque programme fut opposé 200 fois à chacun des autres concurrents. Celui d'Anatol Rapoport, équipé du comportement CRP (Coopération-Réciprocité-Pardon), domine tous les autres.
Encore plus fort, le programme CRP, placé cette fois au milieu des autres en vrac, s'avère au début perdant devant les programmes voleurs agressifs, mais finit par être victorieux puis même « contagieux »: passé un certain délai, au fur et à mesure que le temps s'écoule, les programmes voisins, constatant qu'il est le plus efficace pour accumuler des points, finissent par aligner leur attitude sur la sienne.